# Sabaria compsa
Sabaria compsa là một loài bướm đêm trong họ Geometridae.